# 6 de março
6 de março é o 65.º dia do ano no calendário gregoriano (66.º em anos bissextos). Faltam 300 dias para acabar o ano.

## Eventos históricos

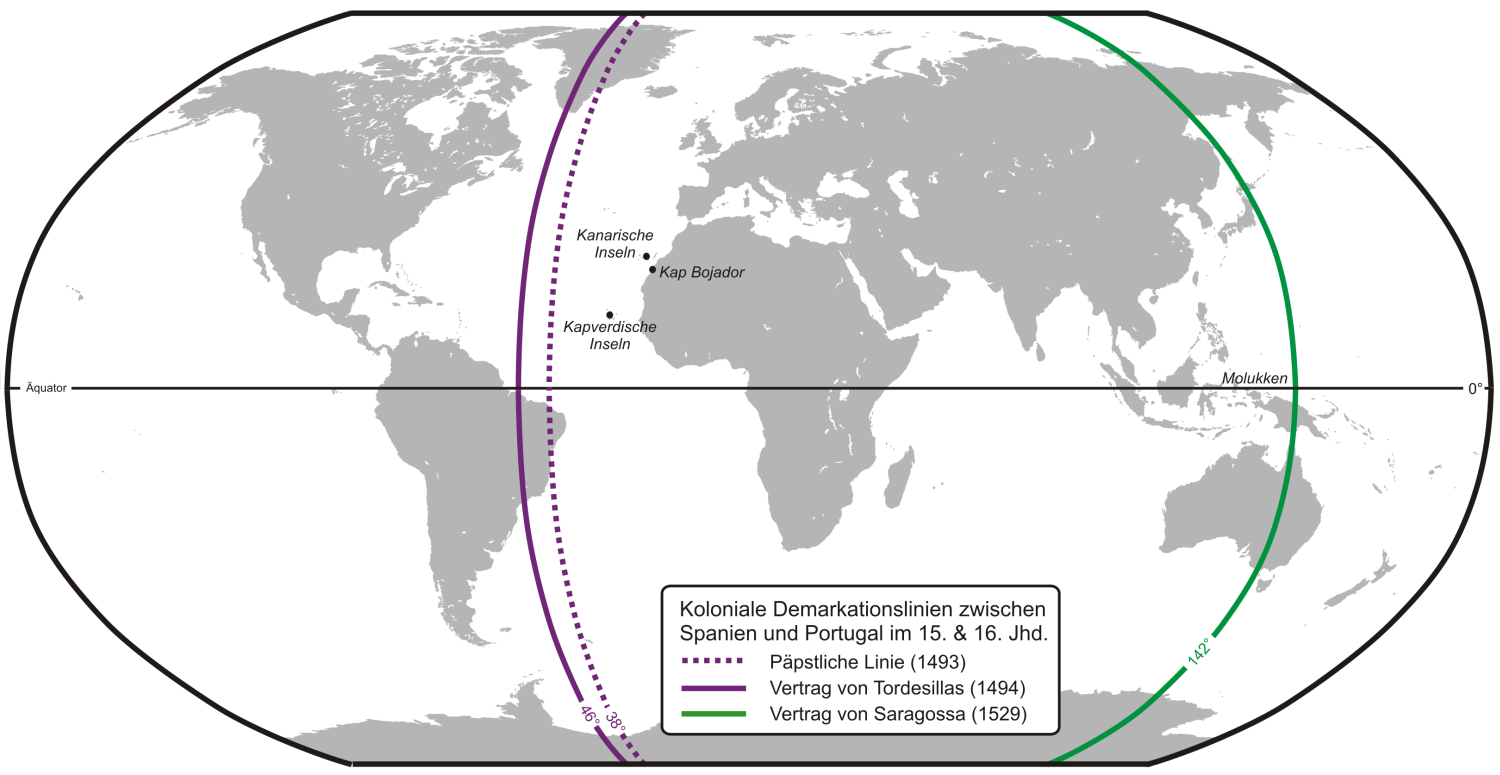
1480: Demarcação dos tratados Espanha-Portugal nos séculos XV e XVI

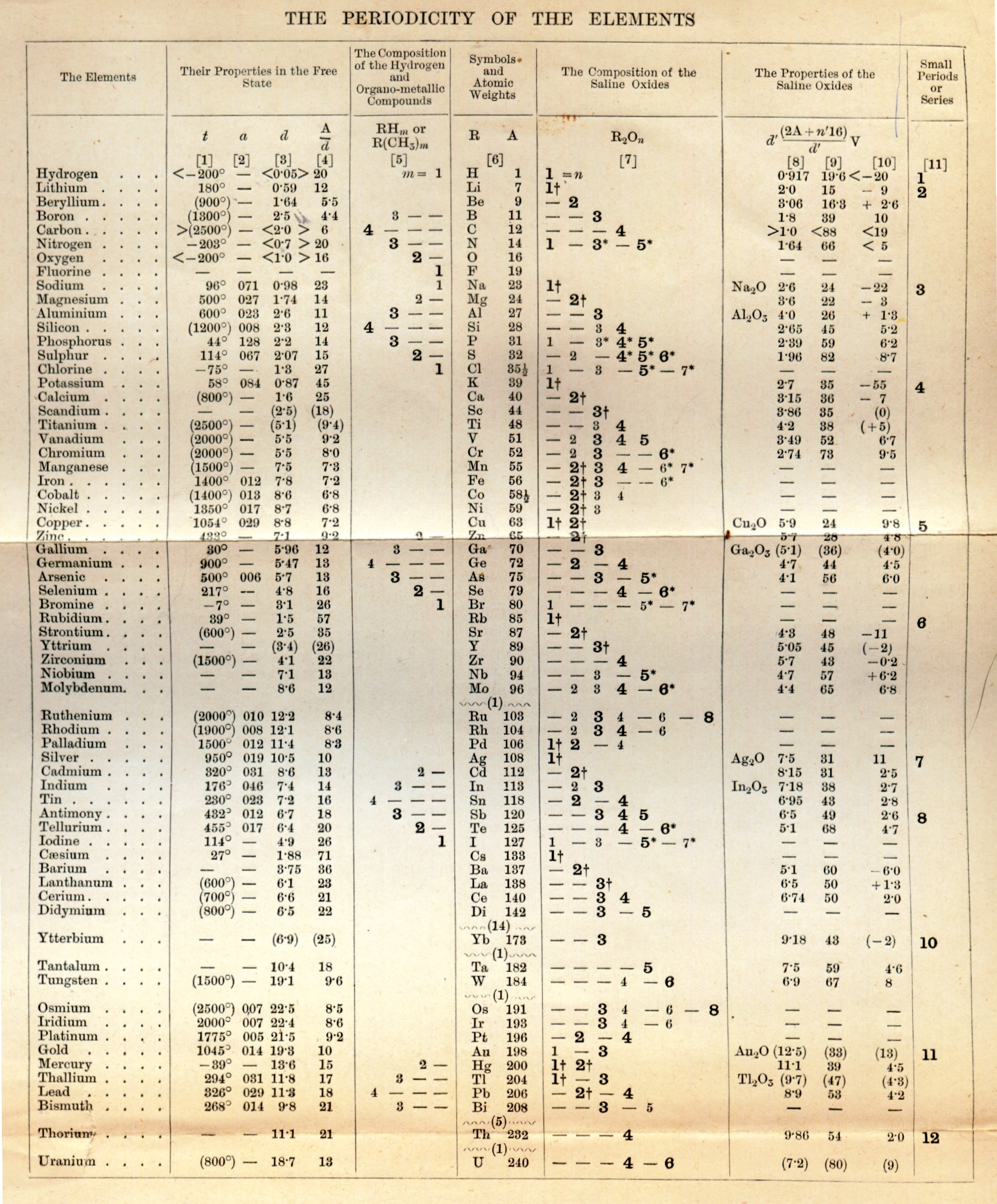
1869: Tabela periódica de Mendeleev, da primeira edição inglesa do seu livro de texto

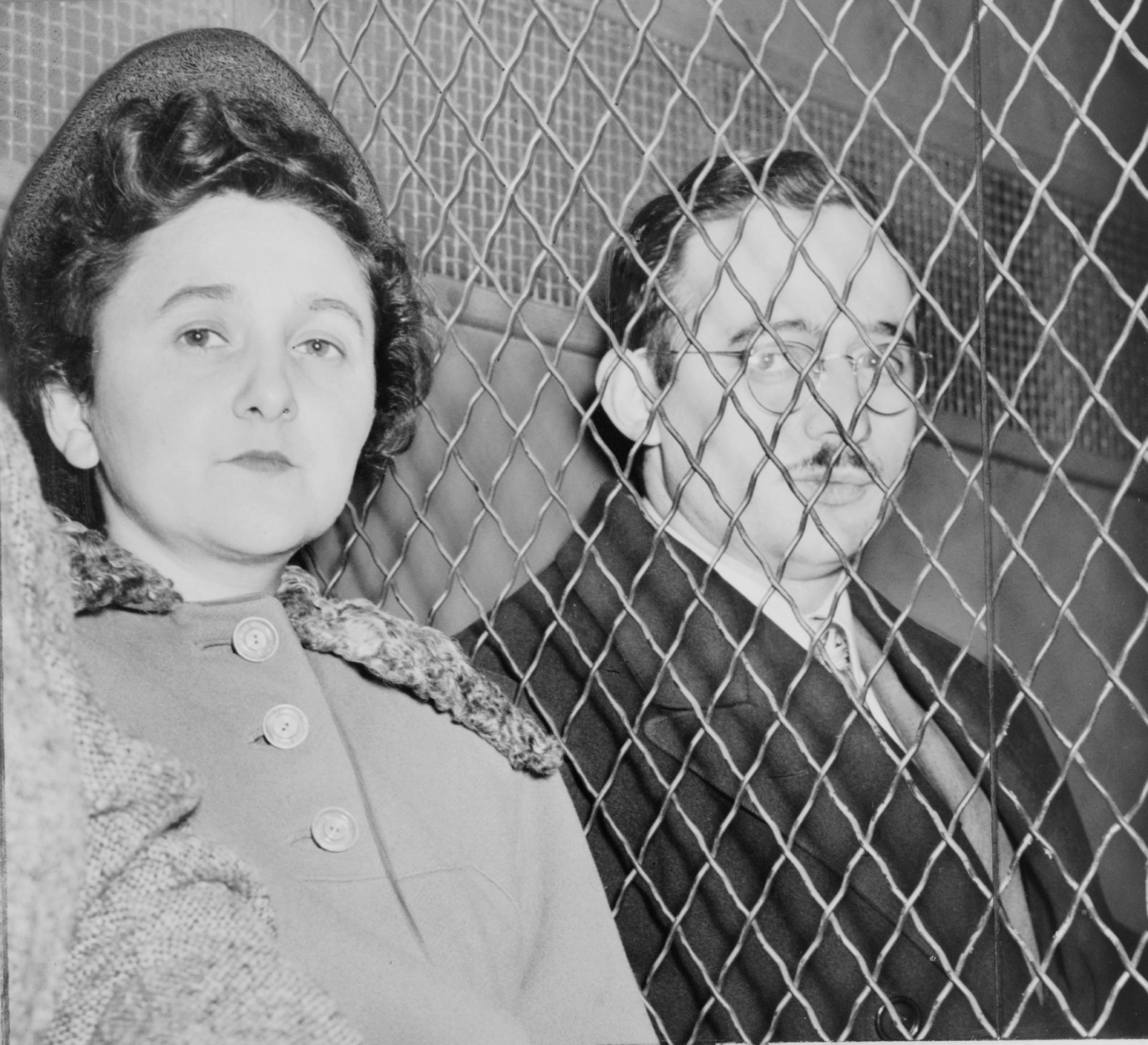
1951: Julius e Ethel Rosenberg após sua condenação por conspiração e espionagem

- 12 a.C. — Imperador romano Augusto é nomeado Pontífice máximo, incorporando a posição na de imperador.
- 0845 — Execução dos 42 mártires de Amório em Samarra.
- 0961 — Conquista romano-oriental (bizantina) de Heraclião por Nicéforo II Focas, pondo fim ao Emirado de Creta.
- 1454 — Guerra dos Treze Anos: delegados da Confederação Prussiana prometem fidelidade ao rei Casimiro IV Jagelão da Polônia, que concorda em disponibilizar suas forças na luta da Confederação por sua independência dos Cavaleiros Teutônicos.
- 1480 — Ratificação dos termos do Tratado das Alcáçovas-Toledo pelos Reis Católicos – Portugal cede as Ilhas Canárias à Castela em troca das reivindicações em África Ocidental.
- 1521 — Fernão de Magalhães chega a ilha de Guam.
- 1629 — Guerra dos Trinta Anos:  Fernando II do Sacro Império Romano-Germânico emite o Édito da Restituição anulando todos os direitos dos protestantes às propriedades católicas expropriadas a partir da Paz de Augsburgo.
- 1665 — O primeiro secretário-adjunto da Royal Society, Henry Oldenburg, publica a primeira edição da Philosophical Transactions of the Royal Society, a segunda revista científica mais antiga do mundo.
- 1714 — Tratado de Rastatt: término da Guerra da Sucessão Espanhola.
- 1788 — Primeira Frota chega à ilha Norfolk, a fim de fundar uma colônia penal.
- 1817 — Início da Revolução Pernambucana – Movimento de revolta contra o domínio português.
- 1820 — Expansão territorial dos Estados Unidos: Compromisso do Missouri é transformado em lei pelo presidente James Monroe. O acordo permite que o Missouri faça parte da União como um estado de escravos, traz o Maine para a União como um estado livre, e torna livre da escravidão o restante da parte norte do território da compra da Louisiana.
- 1836 — Revolução do Texas: Batalha do Álamo – após um cerco de treze dias realizado por 3 000 soldados legalistas mexicanos, os 187 rebeldes de origem estadunidense, incluindo Davy Crockett e o coronel Jim Bowie, que então defendiam a Missão do Álamo, são mortos e o forte é capturado.
- 1855 — Manuel da Mota Coqueiro entra para a história como o último condenado à morte que teve a pena executada no Brasil.
- 1857 — Prolatada a sentença do Caso Dred Scott pela Suprema Corte dos Estados Unidos, um dos fatos que levaram à Guerra de Secessão daquele país.
- 1869 — Dmitri Mendeleiev apresenta a primeira tabela periódica à Sociedade Russa de Química.
- 1882 — Refundado o Reino da Sérvia.
- 1899 — Bayer registra a "Aspirina" como propriedade industrial.
- 1904 — Expedição Nacional Antártica Escocesa: liderada por William Speirs Bruce, a região antártica, chega a Terra de Coats.
- 1912 — Guerra Ítalo-Turca: as forças italianas tornam-se as primeiras a usar dirigíveis na guerra, quando dois dirigíveis lançam bombas sobre as tropas turcas acampadas em Janzur, de uma altitude de 6 000 pés.
- 1921 — Fundado o Partido Comunista Português como a secção portuguesa da Internacional Comunista.
- 1933 — Grande Depressão: o presidente Franklin D. Roosevelt declara um “feriado bancário”, fechando todos os bancos dos Estados Unidos e congelando todas as transações financeiras.
- 1944 — Segunda Guerra Mundial: a Força Aérea Soviética bombardeia a cidade evacuada de Narva, na Estônia ocupada pelos alemães, destruindo toda a cidade histórica da era sueca.
- 1945
  - Adotada na Conferência Interamericana sobre Problemas de Guerra e Paz, na Cidade do México, a Ata de Chapultepec – proclamava que a agressão perpetrada contra qualquer Estado americano seria considerada como dirigida contra todos os signatários.
  - Segunda Guerra Mundial: Colônia é capturada pelas tropas americanas. No mesmo dia começa a Operação Frühlingserwachen, a última grande ofensiva alemã da guerra.
- 1946 — Ho Chi Minh assina um acordo com a França que reconhece o Vietnã como um estado autônomo na Indochina Francesa e na União Francesa.
- 1951 — Guerra Fria: tem início o julgamento do caso dos espiões dos EUA (mas estando a serviço da União Soviética) Julius e Ethel Rosenberg.
- 1953 — Georgy Malenkov sucede a Joseph Stalin como Presidente do Conselho de Ministros da União Soviética e primeiro secretário do Partido Comunista da União Soviética.
- 1957 — Gana se torna o primeiro país subsaariano a ganhar a independência dos britânicos.
- 1964 — Constantino II torna-se o último rei da Grécia.
- 1967 — Guerra Fria: a filha de Joseph Stalin (falecido em 1953), Svetlana Alliluyeva, deserta para os Estados Unidos.
- 1975 — Acordos de Argel: Irã e Iraque anunciam uma solução para as disputas territoriais entre os dois países.
- 2003 — Voo Air Algérie 6289 cai no aeroporto Aguenar - Hadj Bey Akhamok em Tamanrasset, na Argélia, matando 102 das 103 pessoas a bordo.
- 2013 — Exército Livre da Síria captura Raqqa, a primeira grande cidade a ficar sob controle rebelde na Guerra Civil Síria.
- 2018 — A Forbes nomeia Jeff Bezos como a pessoa mais rica do mundo, pela primeira vez, com patrimônio líquido de US$ 112 bilhões.[1]

## Nascimentos

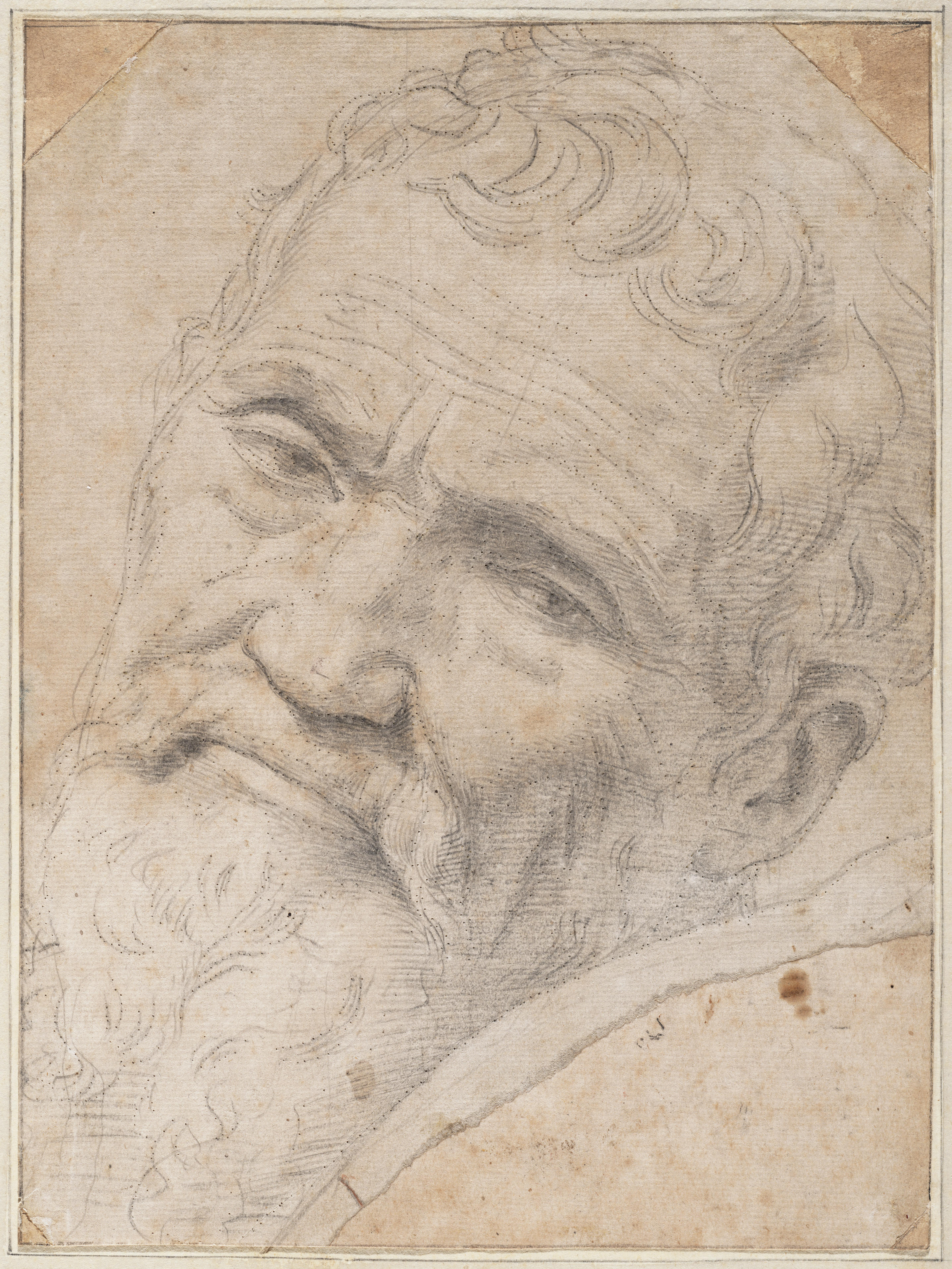
Michelangelo

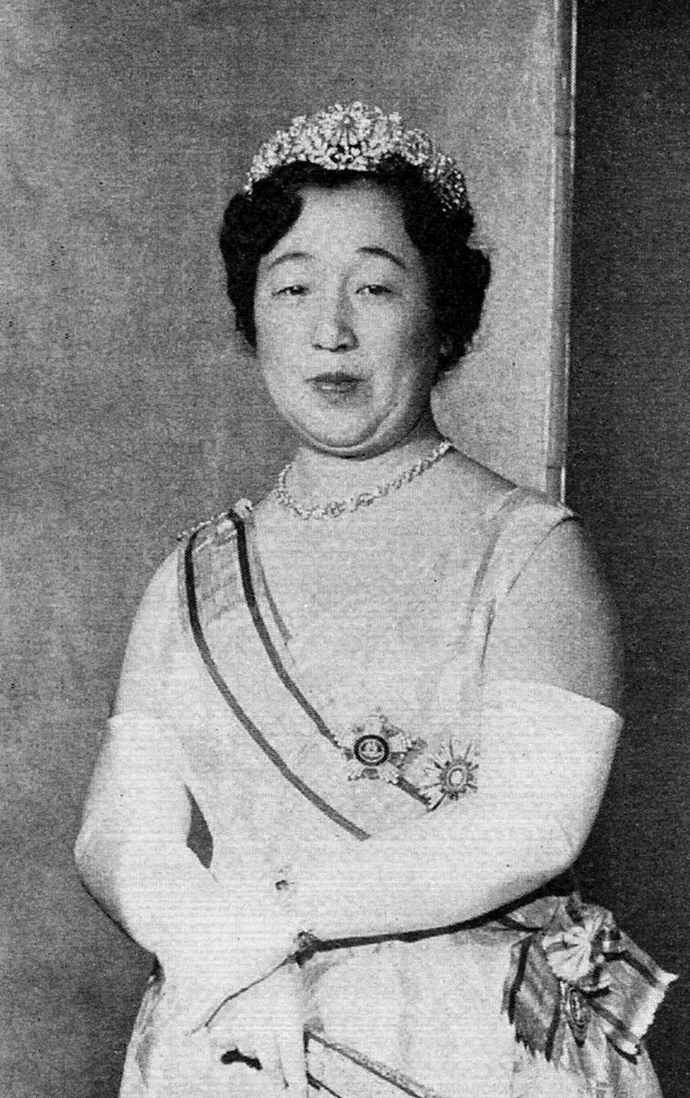
Imperatriz Kōjun

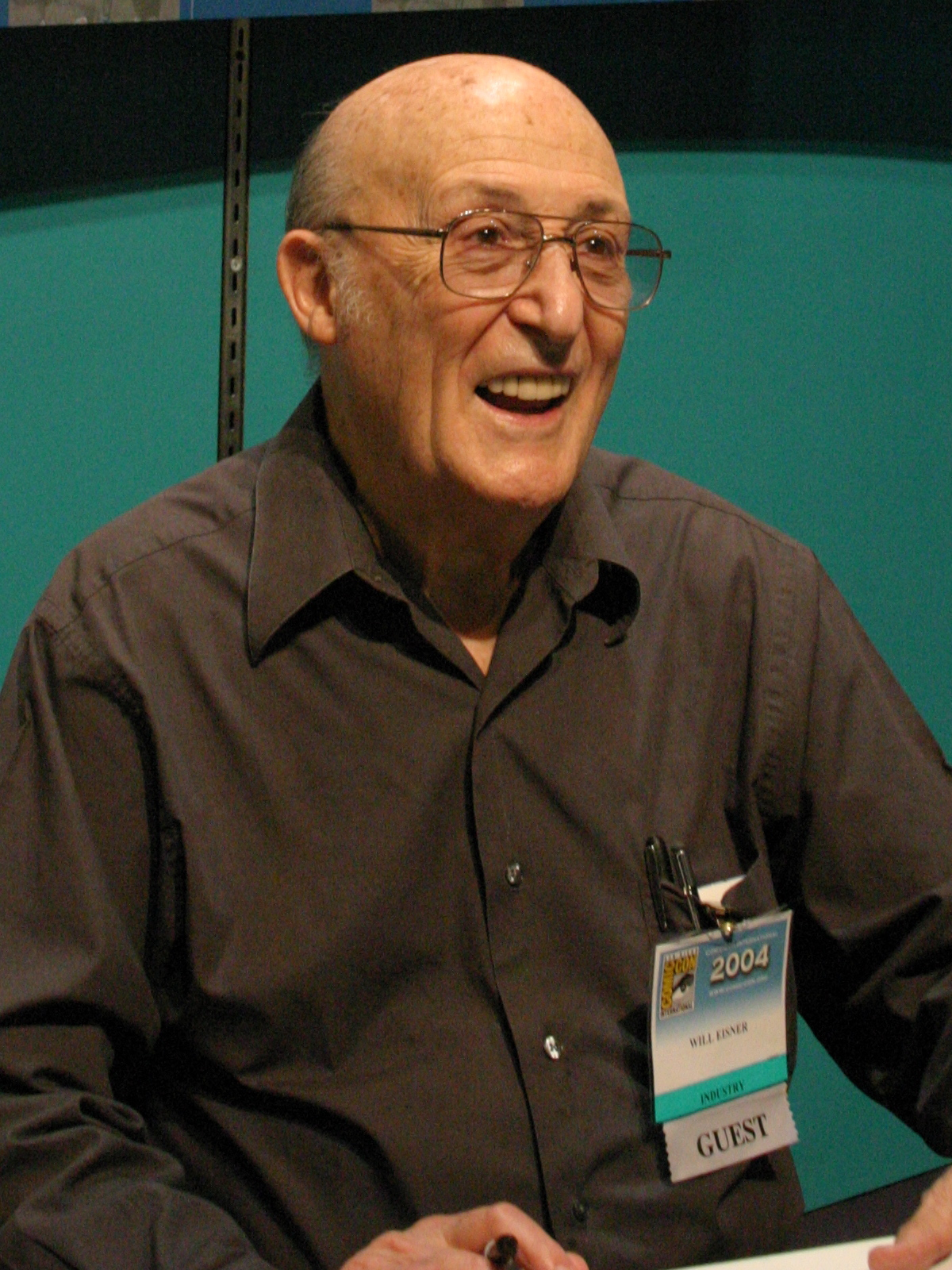
Will Eisner

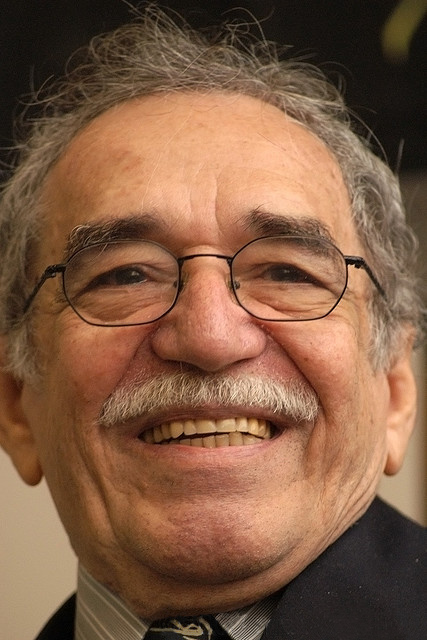
Gabriel García Márquez

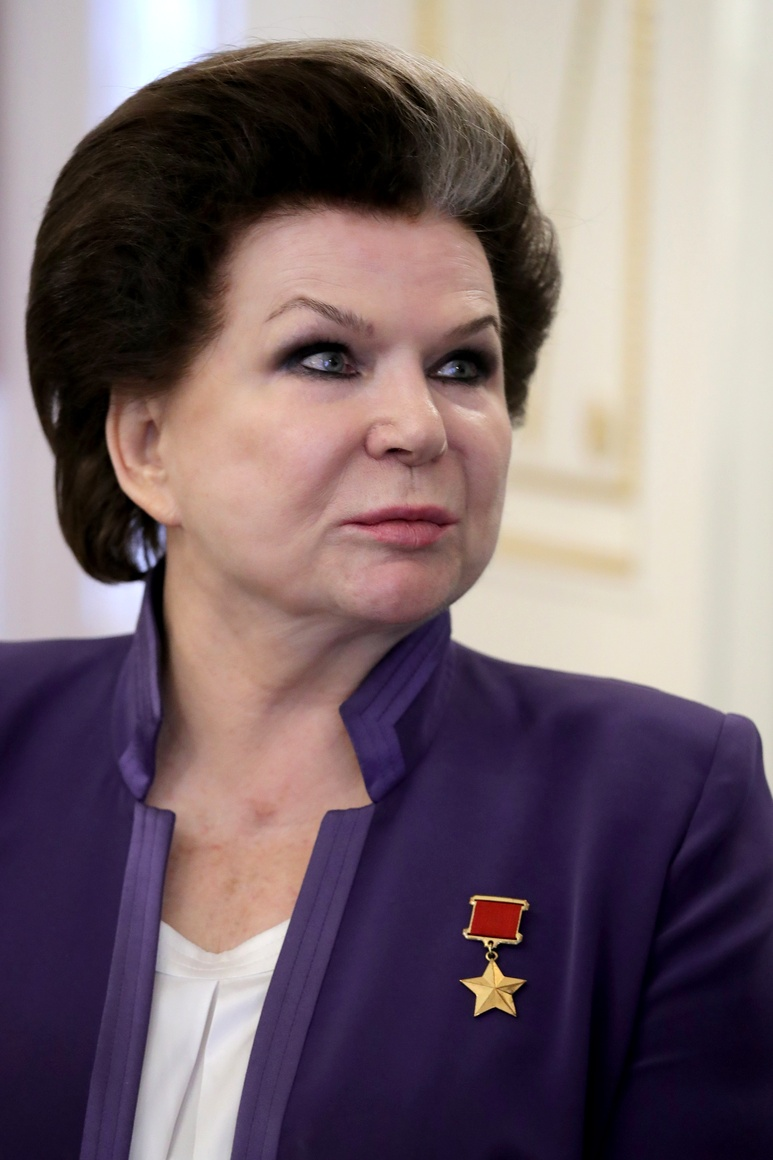
Valentina Tereshkova

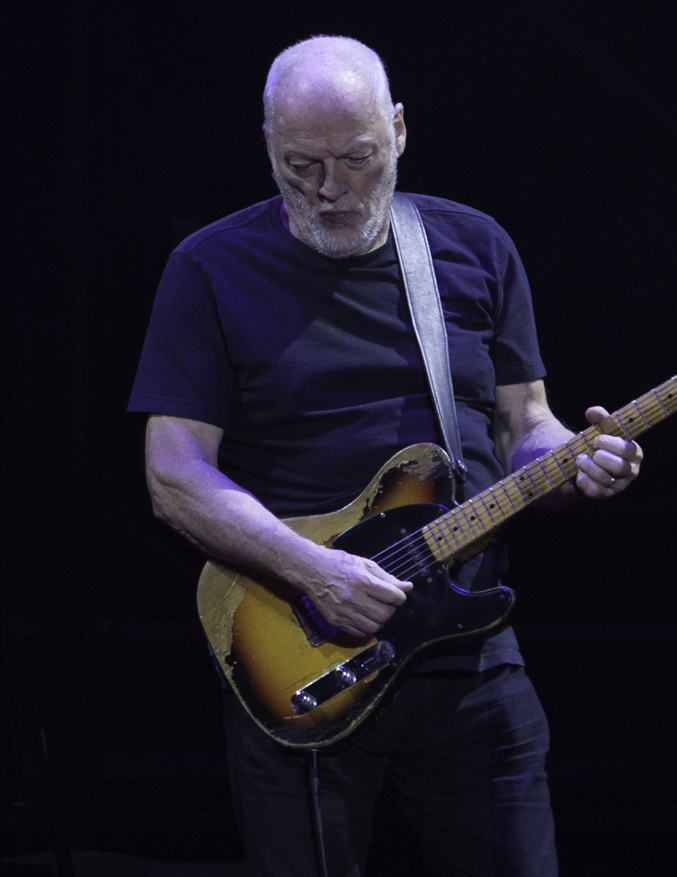
David Gilmour

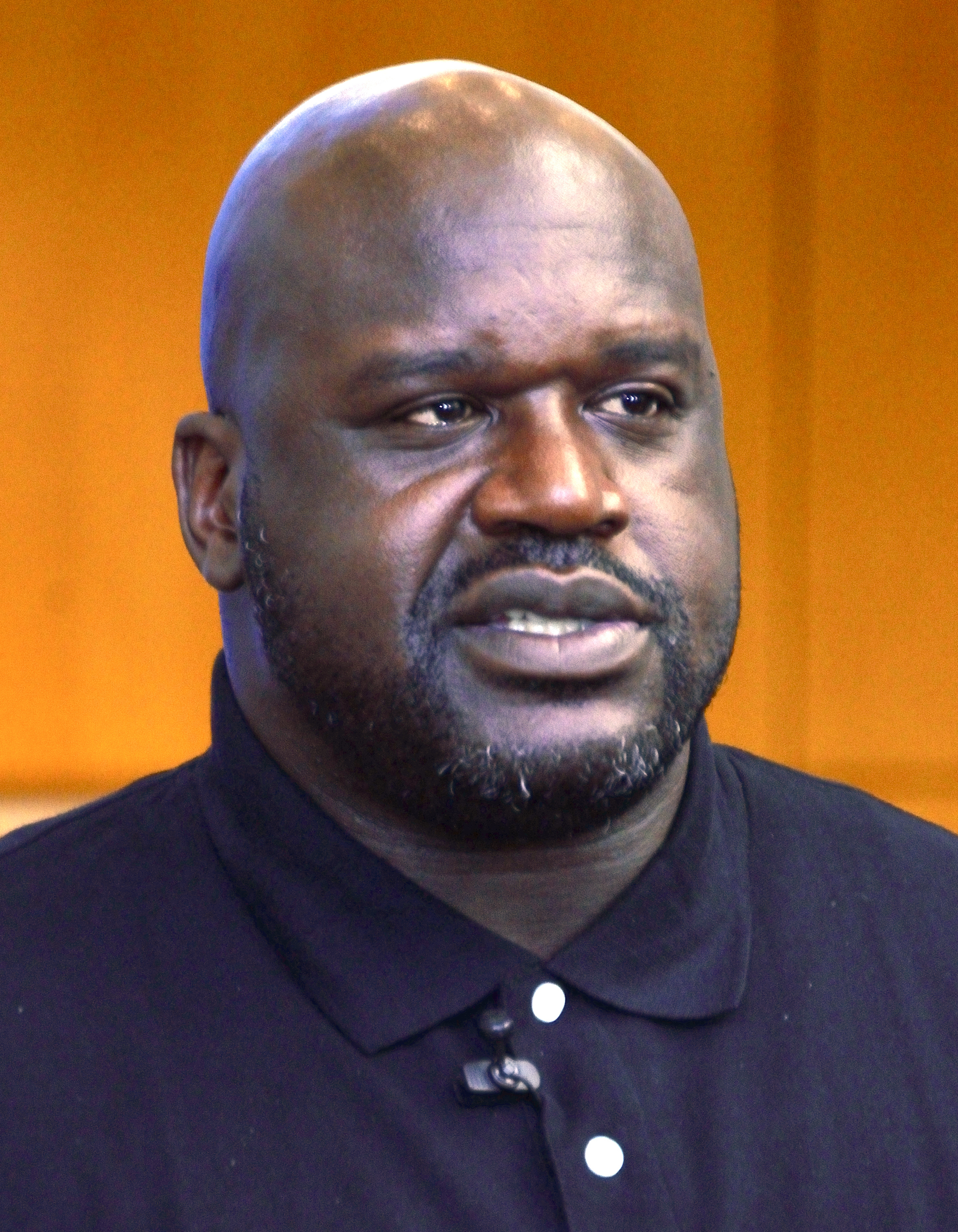
Shaquille O'Neal

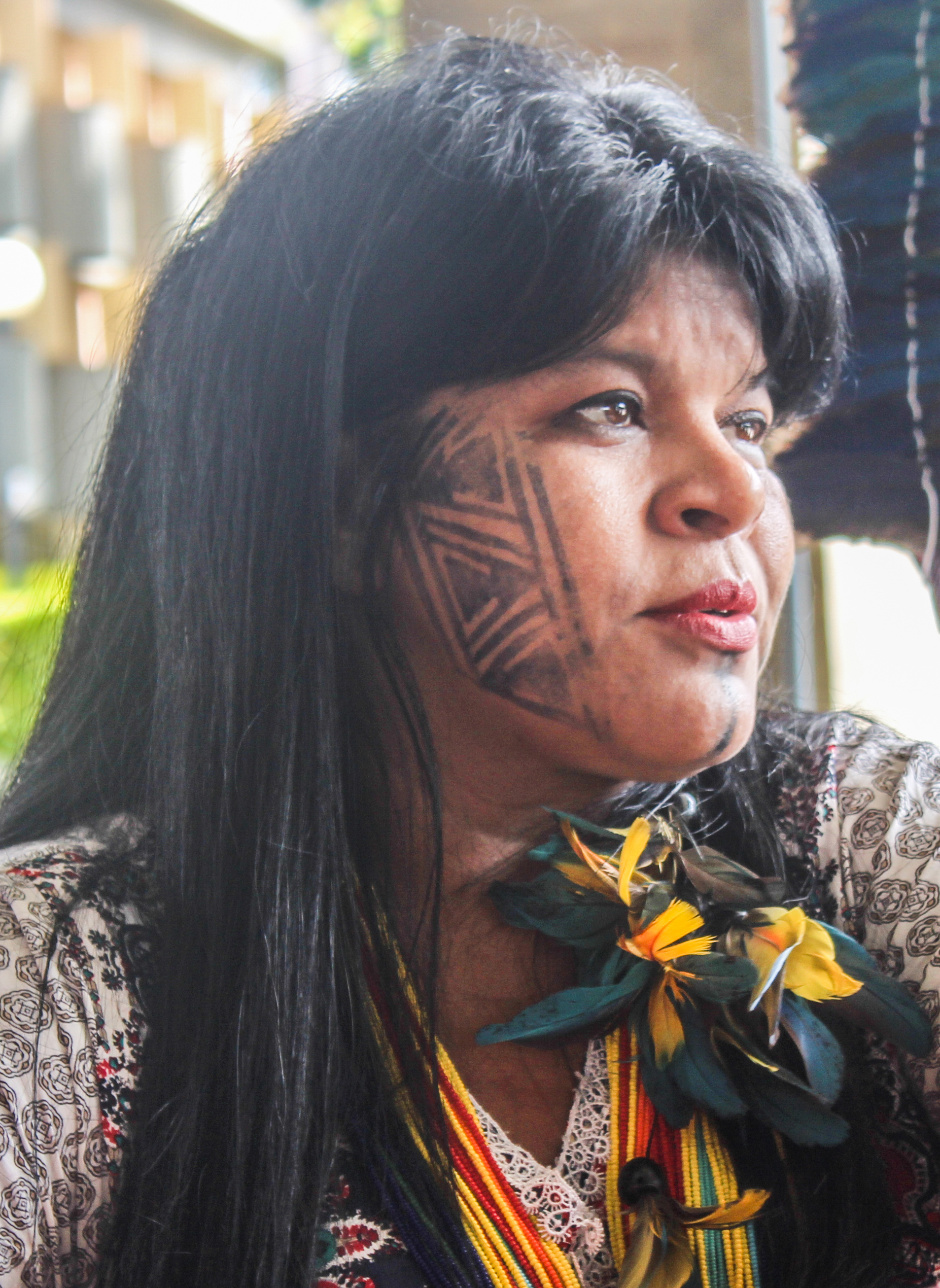
Sônia Guajajara

### Anteriores ao século XIX
- 1340 — João de Gante (m. 1399).
- 1405 — João II de Castela (m. 1454).
- 1459 — Jakob Fugger, comerciante e banqueiro alemão (m. 1525).
- 1475 — Michelangelo, pintor, escultor, poeta e arquiteto italiano (m. 1564).
- 1483 — Francesco Guicciardini, historiador e político italiano (m. 1540).
- 1493 — Juan Luis Vives, estudioso e humanista espanhol (m. 1540).
- 1495 — Luigi Alamanni, poeta e diplomata italiano (m. 1556).
- 1619 — Cyrano de Bergerac, escritor e dramaturgo francês (m. 1655).
- 1663 — Francis Atterbury, poeta e bispo britânico (m. 1732).
- 1679 — João Manuel de Noronha, nobre português (m. 1761).
- 1716 — Pehr Kalm, explorador e botânico sueco-finlandês (m. 1779).
- 1719 — João Carlos de Bragança, político e nobre português (m. 1806).
- 1755 — Jean-Pierre Claris de Florian, escritor e poeta francês (m. 1794).
- 1766
  - Friedrich Immanuel Niethammer, teólogo alemão (m. 1848).
  - George Spencer-Churchill, 5.º Duque de Marlborough (m. 1840).
- 1779 — Antoine-Henri Jomini, general suíço-francês (m. 1869).
- 1784 — Anselme Gaëtan Desmarest, zoólogo francês (m. 1838).
- 1786 — Charles John Napier, almirante britânico (m. 1860).
- 1787 — Joseph von Fraunhofer, físico e astrônomo alemão (m. 1826).
- 1790 — Jacques Arago, escritor e explorador francês (m. 1854).
- 1796 — Charles C. Stratton, político estado-unidense (m. 1859).

### Século XIX
- 1803 — Isabella Cecil, Marquesa de Exeter (m. 1879).
- 1806 — Elizabeth Barrett Browning, poetisa e tradutora anglo-italiana (m. 1861).
- 1813 — Vicente de Sousa Queirós, nobre e político brasileiro (m. 1872).
- 1815 — José Bonifácio de Campos Ferraz, nobre brasileiro (m. 1884).
- 1817 — Clementina de Orléans, nobre francesa (m. 1907).
- 1818 — William Claflin, empresário e político americano (m. 1905).
- 1820 — Henry Holmes Croft, cientista britânico (m. 1883).
- 1823 — Carlos I de Württemberg (m. 1891).
- 1826 — Marietta Alboni, cantora de ópera italiana (m. 1894).
- 1831 — Philip Sheridan, general irlandês-americano (m. 1888).
- 1832 — José Pereira de Faro, nobre brasileiro (m. 1899).
- 1836 — Sebastião Antônio Rodrigues Braga, político brasileiro (m. 1890).
- 1839 — Olegario Víctor Andrade, poeta, jornalista e político argentino (m. 1882).
- 1841 — Alfred Cornu, físico francês (m. 1902).
- 1843 — Arthur Napoleão, pianista e compositor brasileiro (m. 1925).
- 1847
  - Cesare Arzelà, matemático italiano (m. 1912).
  - Federico Andreotti, pintor italiano (m. 1930).
- 1849 — Georg Luger, designer de armas austríaco (m. 1923).
- 1850 — Victoria Benedictsson, escritora sueca (m. 1888).
- 1851 — Miguel Bombarda, psiquiatra brasileiro (m. 1910).
- 1853 — Silva Ramos, escritor brasileiro. (m. 1930).
- 1857 — Manuel Maria Coelho, militar português (m. 1943).
- 1858 — Coslett Herbert Waddell, religioso e um botânico irlandês (m. 1919).
- 1866 — Georges Dumas, psicólogo francês (m. 1946).
- 1870 — Oscar Straus, compositor e maestro austríaco (m. 1954).
- 1871 — Afonso Costa, advogado e político português (m. 1937).
- 1884 — Molla Mallory, tenista norueguês-americana (m. 1959).
- 1891 — Afonso Guilhermino Wanderley Júnior, político brasileiro (m. 1961).
- 1893 — Furry Lewis, cantor, compositor e violonista americano (m. 1981).
- 1894 — Edgar Julius Jung, político alemão (m. 1934).
- 1895 — Albert Tessier, padre e historiador canadense (m. 1976).
- 1897 — Joseph Berchtold, político alemão (m. 1962).
- 1898
  - Gus Sonnenberg, jogador de futebol e lutador americano (m. 1944).
  - Eugênia Álvaro Moreyra, jornalista brasileira (m. 1948).
- 1899 — Richard L. Simon, empresário estado-unidense (m. 1960).
- 1900
  - Joubert de Carvalho, médico e compositor brasileiro (m. 1977).
  - Hilda Anna Krisch, enfermeira brasileira (m. 1995).
  - José Gomes da Silva, político brasileiro (m. 1970).

### Século XX

#### 1901–1950
- 1903 — Kōjun, imperatriz do Japão (m. 2000).
- 1904 — José Antonio Aguirre, advogado e político espanhol (m. 1960).
- 1909 — Stanisław Jerzy Lec, poeta polonês (m. 1966).
- 1912 — Marinho de Oliveira Franco, maestro e músico brasileiro (m. 2000).
- 1913 — Francisco Carreiro da Costa, político português (m. 1981).
- 1917
  - Donald Davidson, filósofo e acadêmico americano (m. 2003).
  - Will Eisner, ilustrador e editor americano (m. 2005).
  - Luís de Albuquerque, historiador português (m. 1992).
  - Hélio Borges, biólogo brasileiro (m. 2003).
- 1920
  - Maria Cristina de Mello, cidadã portuguesa (m. 2006).
  - Lewis Gilbert, diretor, produtor e roteirista britânico (m. 2018).
  - Hermelino Largura, político brasileiro.
- 1921 — Almiro Caldeira de Andrada, escritor brasileiro (m. 2007).
- 1923 — Wes Montgomery, guitarrista e compositor estado-unidense (m. 1968).
- 1924 — Ottmar Walter, futebolista alemão (m. 2013).
- 1926
  - Ann Curtis, nadadora americana (m. 2012).
  - Alan Greenspan, economista e político estado-unidense.
  - Andrzej Wajda, diretor, produtor e roteirista polonês (m. 2016).
  - H. C. Robbins Landon, musicólogo norte-americano (m. 2009).
- 1927
  - Gordon Cooper, engenheiro, aviador e astronauta estado-unidense (m. 2004).
  - Gabriel García Márquez, jornalista e escritor colombiano, ganhador do Prêmio Nobel (m. 2014).
- 1930 — Lorin Maazel, violinista, compositor e maestro franco-americano (m. 2014).
- 1931 — Ed Whitlock, maratonista canadense (m. 2017).
- 1932
  - Marc Bazin, advogado e político haitiano (m. 2010).
  - Bronisław Geremek, historiador e político polonês (m. 2008).
  - Tatsuo Yoshida, artista japonês (m. 1977).
- 1933 — Américo Lopes, ex-futebolista português (m. 2023).
- 1934 — John Noakes, ator e apresentador britânico (m. 2017).
- 1935
  - Ron Delany, ex-corredor e treinador de atletismo irlandês.
  - Derek Kevan, futebolista britânico (m. 2013).
  - João Morais, futebolista português (m. 2010).
- 1936 — Choummaly Sayasone, político laosiano.
- 1937 — Valentina Tereshkova, general, aviadora e astronauta russa.
- 1938
  - Francesco Coccopalmerio, religioso italiano.
  - Geraldo Sarno, roteirista e cineasta brasileiro (m. 2022).
- 1939
  - Kit Bond, advogado e político americano.
  - Luiz Barco, apresentador, escritor, professor e matemático brasileiro.
  - Adam Osborne, engenheiro e empresário tailandês-indiano (m. 2003).
  - Perry Salles, ator brasileiro (m. 2009).
  - Margarida de Espanha.
  - José Ricardo, cantor brasileiro (m. 1999).
- 1940
  - Willie Stargell, jogador e treinador de beisebol americano (m. 2001).
  - Paulo Figueiredo, ator brasileiro.
  - Philippe Lacoue-Labarthe, filósofo, crítico literário e tradutor francês (m. 2007).
- 1941
  - Marilyn Strathern, antropóloga e acadêmica britânica.
  - Gabriel De Michele, ex-futebolista francês.
- 1942 — Flora Purim, cantora brasileira.
- 1944
  - Richard Corliss, jornalista e crítico americano (m. 2015).
  - Kiri Te Kanawa, soprano e atriz neozelandesa.
  - Mary Wilson, cantora americana (m. 2021).
  - Norbert Steger, ex-político austríaco.
- 1946
  - David Gilmour, músico britânico.
  - Patrick Baudry, ex-astronauta francês.
- 1947
  - Kiki Dee, cantora e compositora britânica.
  - Rob Reiner, ator, diretor, produtor e ativista americano.
  - Tarso Genro, político brasileiro.
  - Dick Fosbury, ex-atleta estado-unidense (m.2023).
  - Mwamba Kazadi, futebolista congolês (m. 1996).
- 1948
  - Anna Maria Horsford, atriz americana.
  - Stephen Schwartz, compositor e produtor musical americano.
  - Jeffrey H. Schwartz, antropólogo físico estado-unidense.
- 1949
  - Martin Buchan, ex-futebolista e treinador de futebol britânico.
  - Shaukat Aziz, economista e político paquistanês.
- 1950
  - Arthur Roche, arcebispo britânico.
  - Edinho Bez, político brasileiro.

#### 1951–2000
- 1951 — Jeannot Ahoussou-Kouadio, político marfinense.
- 1952 — Ritchie, cantor e compositor anglo-brasileiro.
- 1953
  - Carolyn Porco, astrônoma e acadêmica americana.
  - Natália do Vale, atriz brasileira.
- 1954
  - Brother Simion, cantor, compositor, produtor musical e multi-instrumentista brasileiro.
  - Harald Schumacher, ex-futebolista e treinador de futebol alemão.
  - Joey DeMaio, músico norte-americano.
- 1955
  - Cyprien Ntaryamira, político burundinês (m. 1994).
  - Alberta Watson, atriz canadense (m. 2015).
- 1956 — Emanuel Fernandes, político brasileiro.
- 1957 — Eddie Deezen, ator estado-unidense.
- 1959
  - Nizar Rayan, guerrilheiro palestino (m. 2009).
  - Tom Arnold, ator norte-americano.
- 1960
  - Paris Jefferson, atriz britânica.
  - Paulo César Borges, ex-futebolista brasileiro.
  - Héctor Tuja, ex-futebolista uruguaio.
- 1962
  - Michael Konsel, ex-futebolista austríaco.
  - Bengt Baron, ex-nadador sueco, campeão olímpico.
- 1964 — Madonna Wayne Gacy, músico estado-unidense.
- 1967
  - Julio Bocca, bailarino clássico e diretor argentino.
  - Connie Britton, atriz americana.
  - Glenn Greenwald, jornalista e escritor americano.
  - Shuler Hensley, ator e cantor americano.
- 1968
  - Mara Maravilha, cantora e apresentadora de televisão brasileira.
  - Carlos Mac Allister, ex-futebolista e político argentino.
  - Regina Volpato, apresentadora de televisão brasileira.
  - Michael Romeo, músico estado-unidense.
  - Igor Kolyvanov, ex-futebolista e treinador de futebol russo.
  - Moira Kelly, atriz e diretora estado-unidense.
- 1969 — Andrea Elson, atriz estado-unidense.
- 1970
  - Lino Martone, ator venezuelano.
  - Chris Broderick, guitarrista estado-unidense.
- 1971
  - Sean Morley, wrestler profissional canadense.
  - Alê Abreu, ilustrador e animador brasileiro.
- 1972
  - Shaquille O'Neal, ex-jogador de basquete e ator estado-unidense.
  - Jaret Reddick, cantor, compositor, guitarrista e ator americano.
  - Catanha, ex-futebolista hispano-brasileiro.
  - Abdelkrim El Hadrioui, ex-futebolista marroquino.
  - Sebastià Alzamora i Martín, escritor espanhol.
- 1973
  - Michael Finley, ex-jogador de basquete americano.
  - Peter Lindgren, guitarrista e compositor sueco.
  - Greg Ostertag, ex-jogador de basquete americano.
- 1974
  - Beanie Sigel, rapper americano.
  - Márcio Campos, jornalista brasileiro.
  - Ricardo González, ex-futebolista costarriquenho.
  - Pierdomenico Baccalario, escritor italiano.
  - Sônia Guajajara, ativista indígena e política brasileira.
  - Philippe Durpes, ex-futebolista guadalupino.
- 1975
  - Aracely Arámbula, atriz e cantora mexicana.
  - Sheik Umar Khan, virologista serra-leonês (m. 2014).
  - Mikel Pradera, ex-ciclista espanhol.
- 1976
  - Ken Anderson, wrestler e ator estado-unidense.
  - Stjepan Tomas, ex-futebolista e treinador de futebol croata.
- 1977
  - André Moraes, músico e diretor de cinema brasileiro.
  - Shabani Nonda, ex-futebolista congolês.
  - Leao Butrón, ex-futebolista peruano.
  - Carlitos, ex-futebolista português.
  - Ernesto D'Alessio, ator e cantor mexicano.
- 1978
  - Chad Wicks, lutador americano.
  - Lara Cox, atriz australiana.
- 1979
  - Tim Howard, ex-futebolista estado-unidense.
  - Vanessa Prieto, atriz brasileira.
  - David Flair, wrestler estado-unidense.
  - Garry Monk, ex-futebolista e treinador de futebol britânico.
- 1980
  - Rodrigo Taddei, ex-futebolista brasileiro.
  - Shaun Evans, ator britânico.
  - Emílson Cribari, ex-futebolista brasileiro.
- 1981
  - Ellen Muth, atriz americana.
  - Gorka Iraizoz, ex-futebolista espanhol.
  - Iván Peñaranda, ex-futebolista espanhol.
- 1982 — Fabrício Mafra, halterofilista brasileiro.
- 1983
  - Tommaso Berni, ex-futebolista italiano.
  - Andranik Teymourian, ex-futebolista armênio-iraniano.
  - Giulia Quintavalle, judoca italiana.
- 1984
  - Viviane Batidão, cantora-compositora e dançarina brasileira.
  - Daniël de Ridder, ex-futebolista neerlandês.
  - Chris Tomson, baterista americano.
  - Anthony Johnson, lutador de artes marciais mistas norte-americano (m. 2022).
  - Nicolas Frey, ex-futebolista francês.
- 1985
  - Bakaye Traoré, ex-futebolista franco-malinês.
  - Yael Stone, atriz australiana.
  - Pedrinho, futebolista português.
- 1986
  - Francisco Cervelli, ex-jogador de beisebol venezuelano-italiano.
  - Eli Marienthal, ator americano.
  - Rodrigo Felix, ex-futebolista brasileiro.
  - Lucas Saatkamp, jogador de vôlei brasileiro.
  - Nahuel Pérez Biscayart, ator argentino.
  - Avdija Vršajević, futebolista bósnio.
  - Dominic Inglot, tenista britânico.
  - Lucy Alves, atriz e cantora brasileira.
- 1987
  - Kevin-Prince Boateng, futebolista ganense-alemão.
  - Hannah Taylor-Gordon, atriz britânica.
  - Fabiano Oliveira, ex-futebolista brasileiro.
  - José Manuel Flores, ex-futebolista espanhol.
- 1988
  - Agnes Carlsson, cantora sueca.
  - Marina Erakovic, ex-tenista neozelandesa.
  - Simon Mignolet, futebolista belga.
  - Marvin Bejarano, futebolista boliviano.
- 1989
  - Jonathas, futebolista brasileiro.
  - Maylson, futebolista brasileiro.
  - Agnieszka Radwańska, ex-tenista polonesa.
  - Nelson Oliveira, ciclista português.
- 1990
  - Derek Drouin, atleta canadense.
  - Esti Ginzburg, atriz e modelo israelense.
- 1991
  - Rodrigo Moreno, futebolista espanhol.
  - Tyler, The Creator, rapper estado-unidense.
  - Elisa Queirolo, jogadora de polo aquático italiana.
  - Aleksandar Dragović, futebolista austríaco.
  - Huang Wenyi, remadora chinesa.
- 1992 — Pietro Iemmello, futebolista italiano.
- 1993 — Andrés Rentería, futebolista colombiano.
- 1994
  - Marcus Smart, jogador de basquete americano.
  - Wesley Hoedt, futebolista neerlandês.
- 1995
  - Annelies Törös, modelo belga.
  - Jeff Satur, ator, cantor e modelo tailandês.
- 1996
  - Timo Werner, futebolista alemão.
  - Leo Pelé, futebolista brasileiro.
- 1997
  - Eduardo Melo, ator brasileiro.
  - RC Enerson, automobilista estado-unidense.
- 2000 — Jacob Bertrand, ator e dublador norte-americano.

### Século XXI
- 2001
  - Aryana Engineer, atriz canadense.
  - Marianna Alexandre, atriz brasileira.
  - Milo Manheim, ator norte-americano.

## Mortes

### Anteriores ao século XIX
- 0766 — Crodegango de Métis, bispo e santo franco (n. 712).
- 1251 — Rosa de Viterbo, santa católica italiana (n. 1235).
- 1531 — Pedro Arias Dávila, explorador e diplomata espanhol (n. 1440).
- 1543 — Baccio d'Agnolo, arquiteto e escultor italiano (n. 1462).
- 1616 — Francis Beaumont, dramaturgo inglês (n. 1584).
- 1754 — Henry Pelham, político britânico (n. 1694).
- 1796 — Guillaume Thomas François Raynal, historiador e escritor francês (n. 1713).

### Século XIX
- 1829 — Francisco de Borja Garção Stockler, político e matemático português (n. 1759).
- 1836
  - Jim Bowie, coronel americano (n. 1796).
  - Davy Crockett, militar e político estado-unidense (n. 1786).
  - William Barret Travis, tenente-coronel e advogado americano (n. 1809).
- 1837 — Yuri Lisyansky, militar e explorador russo (n. 1773).
- 1842 — Constanze Weber, atriz austríaca (n. 1763).
- 1843 — Francisco de Assis Mascarenhas, político brasileiro (n. 1779).
- 1851 — Alexander Alyabyev, compositor russo (n. 1787).
- 1854 — Charles Stewart, 3.º marquês de Londonderry (n. 1778).
- 1856
  - Johan August Wahlberg, explorador e naturalista sueco (n. 1810).
  - Thomas Attwood, banqueiro, economista e político britânico (n. 1783).
- 1866 — William Whewell, padre, historiador e filósofo britânico (n. 1794).
- 1867 — Peter von Cornelius, pintor alemão (n. 1783).
- 1874 — Manuel Dias de Toledo, político brasileiro (n. 1802).
- 1877 — Joseph Autran, poeta e dramaturgo francês (n. 1813).
- 1878 — Joaquim Bento de Oliveira Júnior, político brasileiro (n. 1846).
- 1879 — Isabella Cecil, Marquesa de Exeter (n. 1803).
- 1881 — Luís da Cunha Feijó, médico brasileiro (n. 1817).
- 1888 — Louisa May Alcott, romancista e poetisa estado-unidense (n. 1832).
- 1892 — Manuel José de Siqueira Mendes, religioso e político brasileiro (n. 1825).
- 1895 — Camilla Collett, escritora e feminista norueguesa (n. 1813).
- 1899 — Kaʻiulani do Havaí (n. 1875).
- 1900 — Gottlieb Daimler, engenheiro e empresário alemão (n. 1834).

### Século XX
- 1902 — Moritz Kaposi, médico húngaro (n. 1837).
- 1904 — Hans Hermann Behr, médico, entomologista e botânico estado-unidense (n. 1818).
- 1907 — Manuel Veloso Paranhos Pederneiras, médico, escritor, jornalista e político brasileiro (n. 1832).
- 1909 — João Barbosa Rodrigues, naturalista e botânico brasileiro (n. 1842).
- 1910 — João Damasceno Vieira Fernandes, poeta, dramaturgo e historiador brasileiro (n. 1853).
- 1912 — August Toepler, físico alemão  (n. 1836).
- 1913 — Paul Friedrich August Ascherson, botânico alemão (n. 1834).
- 1915 — Roberto Ferreira, político brasileiro (n. 1834).
- 1919 — João Alfredo Correia de Oliveira, político brasileiro (n. 1835).
- 1924 — Domingos Evangelista Pinheiro, presbítero brasileiro (n. 1843).
- 1928 — Olavo Egídio de Sousa Aranha, político brasileiro (n. 1862).
- 1930 — Alfred von Tirpitz, militar alemão (n. 1849).
- 1932 — John Philip Sousa, compositor e maestro estado-unidense (n. 1854).
- 1935 — Oliver Wendell Holmes, Jr. coronel, advogado e jurista estado-unidense  (n. 1841).
- 1936 — Conwy Lloyd Morgan, psicólogo britânico (n. 1852).
- 1937
  - Rudolf Otto, teólogo alemão (n. 1869).
  - Sérgio Loreto, político brasileiro (n. 1887).
- 1939
  - Ferdinand von Lindemann, matemático e acadêmico alemão (n. 1852).
  - Herbert Owar Dunn, oficial naval estado-unidense (n. 1857).
  - Miron Cristea, religioso e político romeno (n. 1868).
- 1941 — Gutzon Borglum, escultor e acadêmico americano (n. 1867).
- 1942 — Thomas Mooney, sindicalista estado-unidense (n. 1882).
- 1947 — Halford John Mackinder, geógrafo e geopolítico britânico (n. 1861).
- 1950 — Albert Lebrun, engenheiro e político francês (n. 1871).
- 1952 — Jürgen Stroop, general alemão (n. 1895).
- 1954 — Carlos Eduardo, Duque de Saxe-Coburgo-Gota (n. 1884).
- 1955 — Mammed Amin Rasulzade, estudioso e político azeri (n. 1884).
- 1958 — Assis Valente, compositor brasileiro (n. 1911).
- 1960 — Jean Puy, pintor francês (n. 1876).
- 1964 — Paulo da Grécia, rei da Grécia e príncipe da Dinamarca (n. 1901).
- 1967
  - Zoltán Kodály, compositor, linguista e filósofo húngaro (n. 1882).
  - Lourival Fontes, jornalista e político brasileiro (n. 1899).
  - Nelson Eddy, cantor e ator estado-unidense (n. 1901).
- 1969 — Óscar Osorio, político salvadorenho (n. 1910).
- 1970 — William Hopper, ator americano (n. 1915).
- 1973
  - Pearl S. Buck, romancista, ensaísta, contista americana, ganhadora do Prêmio Nobel (n. 1892).
  - Reinaldo Joaquim Ribeiro de Carvalho Filho, militar brasileiro (n. 1903).
- 1974 — Ernest Becker, antropólogo e escritor americano (n. 1924).
- 1976 — Maxie Rosenbloom, boxeador americano (n. 1903).
- 1977 — Ioan Dumitrache, militar romeno (n. 1889).
- 1982 — Ayn Rand, filósofa, escritora e dramaturga russo-americana (n. 1905).
- 1984
  - Billy Collins Jr., boxeador americano (n. 1961).
  - Martin Niemöller, pastor e teólogo alemão (n. 1892).
- 1986
  - Adolph Caesar, ator norte-americano (n. 1933).
  - Georgia O'Keeffe, pintora estado-unidense (n. 1887).
- 1992 — Maria Helena Vieira da Silva, pintora portuguesa (n. 1908).
- 1994 — Melina Mercouri, atriz e política grega (n. 1920).
- 1995 — Delroy Wilson, cantor jamaicano (n. 1948).
- 1996
  - José de Magalhães Pinto, político brasileiro (n. 1909).
  - Perseu Abramo, jornalista brasileiro (n. 1929).
- 1997
  - Cheddi Jagan, político guianês (n. 1918).
  - Michael Manley, militar, aviador e político jamaicano (n. 1924).
- 1999
  - Dennis Viollet, futebolista e técnico de futebol anglo-americano (n. 1933).
  - Isa bin Sulman al-Khalifa, emir do Barein (n. 1933).
  - Filpo Núñez, treinador de futebol argentino (n. 1920).
- 2000 — John Colicos, ator canadense (n. 1928).

### Século XXI
- 2001 — Mário Covas, político brasileiro (n. 1930).
- 2005
  - Hans Bethe, físico e acadêmico teuto-americano, ganhador do Prêmio Nobel (n. 1906).
  - Teresa Wright, atriz estado-unidense (n. 1918).
- 2006
  - Kirby Puckett, jogador de beisebol e comentarista esportivo americano (n. 1960).
  - Kayano Shigeru, político japonês (n. 1926).
  - Newton da Matta, dublador brasileiro (n. 1946).
- 2007
  - Allen Coage, wrestler estado-unidense (n. 1943).
  - Ernest Gallo, empresário americano (n. 1909).
  - Jean Baudrillard, fotógrafo e teórico francês (n. 1929).
  - Pierre Moinot, escritor e acadêmico francês (n. 1920).
- 2008 — Peter Poreku Dery, cardeal ganense (n. 1918).
- 2009 — Susan Tsvangirai, política zimbabuense (n. 1958).
- 2010
  - Bruce Graham, arquiteto estadunidense (n. 1925).
  - Endurance Idahor, futebolista nigeriano (n. 1984).
- 2012 — Francisco Xavier do Amaral, político timorense (n. 1937) .
- 2013
  - Chorão, cantor, compositor, cineasta e empresário brasileiro (n. 1970).
  - Alvin Lee, cantor, compositor e guitarrista britânico (n. 1944).
- 2014
  - Manlio Sgalambro, filósofo, escritor e poeta italiano (n. 1924).
  - Sérgio Guerra, economista e político brasileiro (n. 1947).
- 2016 — Nancy Reagan, atriz americana (n. 1921).
- 2017 — Robert Osborne, ator e historiador americano (n. 1932).
- 2021 — Lou Ottens, engenheiro e inventor neerlandês (n. 1926).

## Feriados e eventos cíclicos
- Dia Internacional do Optometrista

### Internacional
- Dia da Independência - Gana

### Brasil
- Revolução Pernambucana - Data Magna no Estado de Pernambuco

### Mitologia romana
- dia consagrado à Marte, o deus da guerra e da agricultura, que dá nome ao próprio mês

### Cristianismo
- 42 mártires de Amório
- Chrodegang de Metz
- Fridolinho de Säckingen
- Olegário de Tarragona
- Rosa de Viterbo

## Outros calendários
- No calendário romano era o dia da véspera das nonas de março.
- No calendário litúrgico tem a letra dominical B para o dia da semana.
- No calendário gregoriano a epacta do dia é xxv ou 25.